# گوینده ۲: افسانه ادامه دارد
گوینده ۲: افسانه ادامه دارد فیلم کمدی، محصول سال ۲۰۱۳ آمریکا است. کارگردانی فیلم بر عهده آدام مک‌کی بوده و برخلاف قسمت پیشین ، این بار پارامونت پیکچرز توزیع فیلم را بر عهده دارد. در این قسمت بازیگرانی چون ویل فرل، استیو کارل، پل راد، دیوید ککنر و کریستینا اپل‌گیت نقش‌آفرینی کرده‌اند.
این فیلم در واقع ادامه‌ای است برای فیلم گوینده: افسانه ران برگندی که در سال ۲۰۰۴ منتشر شد.

## داستان
بعد از دهه ۱۹۷۰، موفقیت زیادی نصیب گروه خبری شبکه چهار می‌شود. اما بعد از مدتی گروه از هم می پاشد و هرکس راه خود را می‌رود ، تا اینکه یک شبکه خبری ۲۴ ساعته از آن‌ها دعوت به همکاری می‌کند...

## بازیگران

### بازیگران اصلی
- ویل فرل
- استیو کارل
- پل راد
- دیوید کوچنر
- کریستینا اپل‌گیت
- فرد ویلارد
- کریستن ویگ
- جیمز مارسدن
- گرگ کینر
- دیلن بیکر
- مگان گود
- کریس پارنل
- جاش لاوسون

### بازیگران کمبو(حضور افتخاری)
- هریسون فورد
- ویل اسمیت
- کیرستن دانست
- دریک
- ساشا بارون کوهن
- ماریون کوتیار
- تینا فی
- جیم کری
- لیام نیسون
- ایمی پولر
- جان سی ریلی
- وینس وان
- کانیه وست

## پیوند
- گوینده: افسانه ادامه دارد در بانک اطلاعات اینترنتی فیلم‌ها